# Имберсаго
Имберсаго (итал. Imbersago) је насеље у Италији у округу Леко, региону Ломбардија.
Према процени из 2011. у насељу је живело 2224 становника. Насеље се налази на надморској висини од 261 м.

## Становништво
| 1936. | 1951. | 1961. | 1971. | 1981. | 1991. | 2001. | 2011. |
| ----- | ----- | ----- | ----- | ----- | ----- | ----- | ----- |
| 1.323 | 1.387 | 1.365 | 1.315 | 1.618 | 1.756 | 1.926 | 2.408 |